# Ком (міфологія)

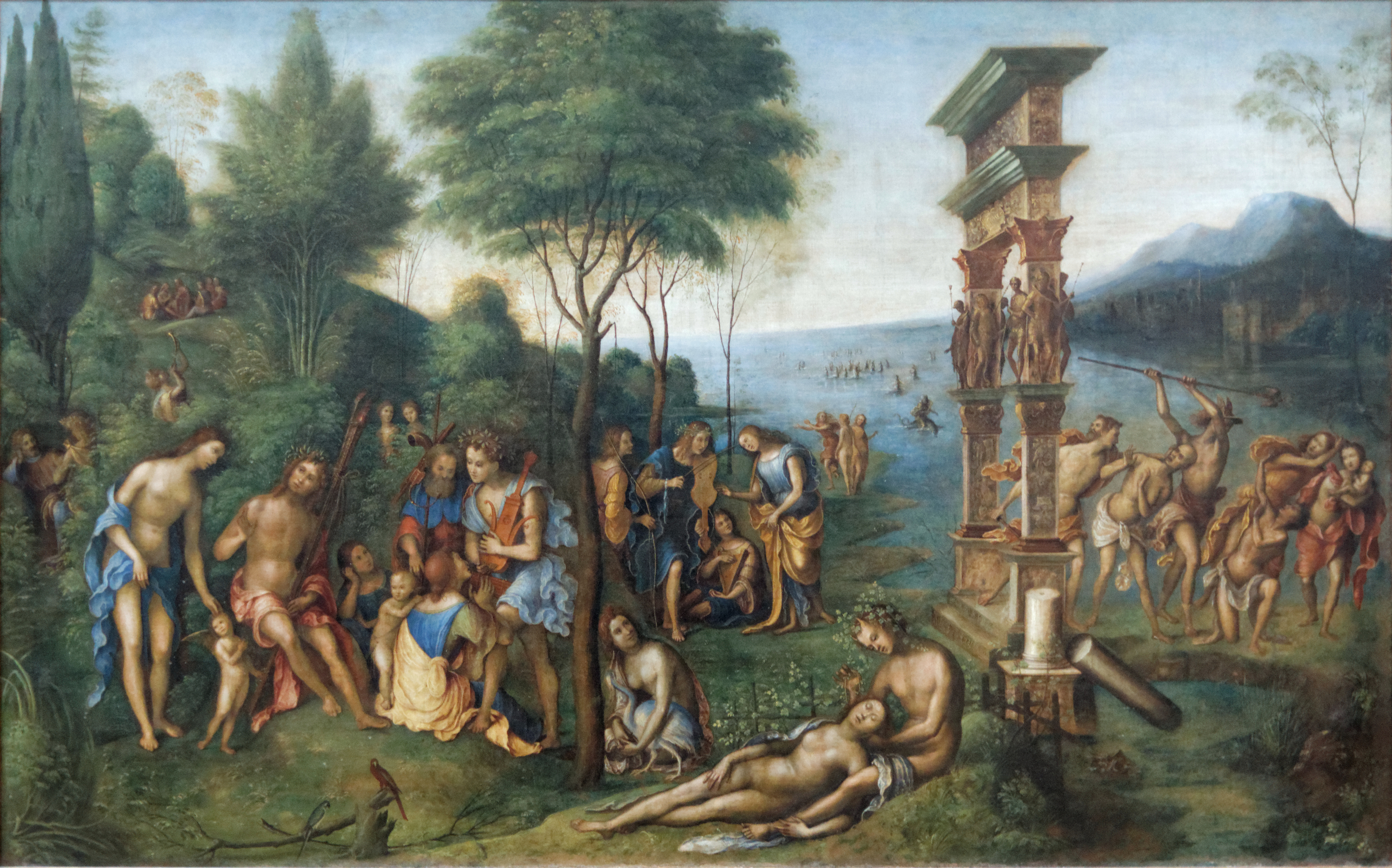
Поява бога Комуса.
Картина Лоренцо Кости

Ком, або Комус, (дав.-гр. Κῶμος, лат. Comus) — у давньогрецькій міфології бог бенкетів і веселощів, нічного бездіяльного проведення часу, а також син і виночерпій Діоніса. Дослівний переклад з грецької мови означає «гулянка», «веселощі». Поклоніння Кому з'являється в пізні античні часи. Кома зображували у вигляді крилатого юнака чи у дитини-сатира з лисіючою головою і ослячими вухами. На відміну від просто чуттєвого Пана або п'яного Діоніса, Ком був богом надмірностей.

## У мистецтві
Опис Кома, яким його зображали в античному живописі, міститься у праці «Картини» (дав.-гр. Εἰκόνες, трансліт. Eikones, лат. Imagines), авторство якої в даний час приписують Філострату III (Філострат Лемноський) — грецькому письменнику, софісту, який жив в III столітті нашої ери.
Персонаж Кома присутній в драмі Бена Джонсона «Pleasure Reconciled to Virtue» («Союз насолоди і чесноти») і опері-балету «Les fêtes de Paphos» («Фестивалі Пафосу») Жан-Жозефа Кассанеа де Мондовіля.
Ком зображений на картині Лоренцо Коста «Царство Комуса».
В драматичному творі «Comus» Джона Мільтона Ком представлений сином Діоніса і Цирцеї. Однак, це всього лише новація пост -класичного періоду.
Згадка про Кома зустрічається також в російській поезії у Є. А. Баратинського у вірші «Піри»:

…Хвала тебе, веселый Ком! 

В твоих утехах нет отравы…

і в В. А. Жуковського у вірші «Елевзинське свято» (пер. з Шилера):

…И приходит благ податель, 

Друг пиров, веселый Ком;…

## Цікавий факт
Один з перших відомих фокусників, француз Ніколя-Філіп Ледрю, який жив в 1731-1807 роках, взяв собі псевдонім Комю́ за іменем Кома.